# Yanqui U.X.O.
Albums de Godspeed You! Black Emperor
Lift Your Skinny Fists Like Antennas to Heaven
(2000) Allelujah! Don't Bend! Ascend!
(2012)
Yanqui U.X.O. est le troisième album du groupe Godspeed You! Black Emperor sorti sur le label Constellation Records en 2002. Cet album marque un changement mineur dans le nom du groupe : le point d'exclamation anciennement situé à la fin du nom est désormais après "You". Ce changement semble avoir été fait pour se rapprocher du documentaire japonais qui leur a inspiré ce nom, à savoir le film God Speed You! Black Emperor. Après la sortie de l'album, le groupe a annoncé une pause à durée indéterminée afin de poursuivre d'autres projets musicaux ; Yanqui U.X.O. sera donc le dernier album du groupe pendant une décennie, avant la sortie de Allelujah! Don't Bend! Ascend! en 2012.

## Contexte et enregistrement
"Yanqui" est le mot espagnol pour "Yankee". Dans le livret, il est marqué qu'il s'agit d'une oligarchie multinationale d'entreprises (« multinational corporate oligarchy »), tandis que U.X.O. signifie « unexploded ordnance », c'est-à-dire des munitions qui n'ont pas explosé.
Au dos de la pochette de l'album se trouve un diagramme montrant les liens entre les quatre majors (AOL Time Warner, BMG, Sony et Vivendi Universal) et divers fabricants d'armes. Le groupe s'est plus tard excusé, avouant que leurs recherches n'étaient pas suffisamment précises et que certaines parties du diagramme étaient donc incorrectes.
Dans un feuillet accompagnant la version vinyle de l'album, une note indique que le morceau 09-15-00 correspond à « Ariel Sharon entouré de mille soldats israéliens provoquant une nouvelle intifada ». La date est cependant incorrecte, la seconde intifada ayant commencé le 28 septembre et non pas le 15.
Dans la version vinyle de l'album se trouve une piste cachée à la fin de motherfucker=redeemer (cont.), d'une manière similaire au mouvement J.L.H. Outro sur F♯ A♯ ∞. La piste contient plusieurs enregistrements de George W. Bush et d'applaudissements. Le morceau est présent sur la compilation Azadi! au profit de la RAWA, ou il est nommé George Bush Cut Up While Talking.
L'album a été enregistré à l'Electrical Audio par Steve Albini. Le mixage fut effectué par le groupe et Howard Bilerman (en) à l'Hotel2Tango (en) de Montréal.

## Réception
Yanqui U.X.O. est l'album du groupe qui a le plus divisé les critiques spécialisés. Quand certains critiques, à l'instar de Thom Jurek de AllMusic, ont acclamé l'album en le considérant comme l'un des meilleurs albums du groupe, d'autres comme Ryan Scrheiber de Pitchfork l'ont beaucoup critiqué pour « sa lenteur et son manque d'invenvité ».
Playlouder (en) a classé l'album en tant que 47ème meilleur album de l'année 2002.

## Liste des titres
| Édition vinyle | Édition vinyle                | Édition vinyle | Édition vinyle | Édition vinyle | Édition vinyle | Édition vinyle | Édition vinyle | Édition vinyle | Édition vinyle |
| No             | Titre                         | Durée          |                |                |                |                |                |                |                |
| -------------- | ----------------------------- | -------------- | -------------- | -------------- | -------------- | -------------- | -------------- | -------------- | -------------- |
| 1.             | 09-15-00                      | 22:40          |                |                |                |                |                |                |                |
| 2.             | Rockets Fall on Rocket Falls  | 20:43          |                |                |                |                |                |                |                |
| 3.             | motherfucker=redeemer         | 21:23          |                |                |                |                |                |                |                |
| 4.             | motherfucker=redeemer (cont.) | 19:03          |                |                |                |                |                |                |                |
| 1:23:58        |                               |                |                |                |                |                |                |                |                |

| Éditions CD et numérique | Éditions CD et numérique      | Éditions CD et numérique | Éditions CD et numérique | Éditions CD et numérique | Éditions CD et numérique | Éditions CD et numérique | Éditions CD et numérique | Éditions CD et numérique | Éditions CD et numérique |
| No                       | Titre                         | Durée                    |                          |                          |                          |                          |                          |                          |                          |
| ------------------------ | ----------------------------- | ------------------------ | ------------------------ | ------------------------ | ------------------------ | ------------------------ | ------------------------ | ------------------------ | ------------------------ |
| 1.                       | 09-15-00                      | 16:28                    |                          |                          |                          |                          |                          |                          |                          |
| 2.                       | 09-15-00 (cont.)              | 6:16                     |                          |                          |                          |                          |                          |                          |                          |
| 3.                       | Rockets Fall on Rocket Falls  | 20:43                    |                          |                          |                          |                          |                          |                          |                          |
| 4.                       | motherfucker=redeemer         | 21:23                    |                          |                          |                          |                          |                          |                          |                          |
| 5.                       | motherfucker=redeemer (cont.) | 10:10                    |                          |                          |                          |                          |                          |                          |                          |
| 1:15:00                  |                               |                          |                          |                          |                          |                          |                          |                          |                          |

## Crédits

### Godspeed You! Black Emperor
- Thierry Amar (en) : guitare basse et contrebasse
- David Bryant (en) : guitare électrique
- Bruce Cawdron : batterie
- Aidan Girt (en) : batterie
- Norsola Johnson : violoncelle
- Efrim Menuck : guitare électrique
- Mauro Pezzente (en) : guitarre basse
- Roger Tellier-Craig : guitare électrique
- Sophie Trudeau (en) : violon

### Autres musiciens
- Josh Abrams (en) : contrebasse
- Geof Bradfield : clarinette basse
- Rob Mazurek (en) : trompette
- Matana Roberts : clarinette

### Production
- Steve Albini : enregistrement et production
- Howard Bilerman (en) et Godspeed You! Black Emperor : mixage
- John Loder et Steve Rooke : mastering